# Sierra de Sis
La sierra de Sis es una sierra situada en la parte oriental del macizo del Turbón, provincia de Huesca. Es una sierra de conglomerado, con lomas redondeadas en lo alto, divisoria de las aguas de los ríos Isábena y Noguera Ribagorzana.
Desde el punto de vista senderista, hay dos senderos que pasan por el alto de dicha sierra. Por un lado, el GR-18, que atraviesa la sierra de norte a sur, y por otro lado, el PR-HU 47, proveniente de Beranuy, se ubica entre Bonansa y Cajigar, dos pueblos a más de 1 000 metros. La sierra, también, supera por poco los 1 700 metros de altitud. Probablemente la denominación ´´Sis´´, de la cual se nombra a la sierra, venga de la Virgen del Sis, situada a faldas de  dicha sierra, y perteneciente a la comarca de La Ribagorza.

## ZEPA
Desde 2001, la sierra de Sis forma parte de la Zona de especial protección para las aves (ZEPA) de Sierra de Sis-Turbón. Destaca la presencia de aves rapaces y del urogallo común.

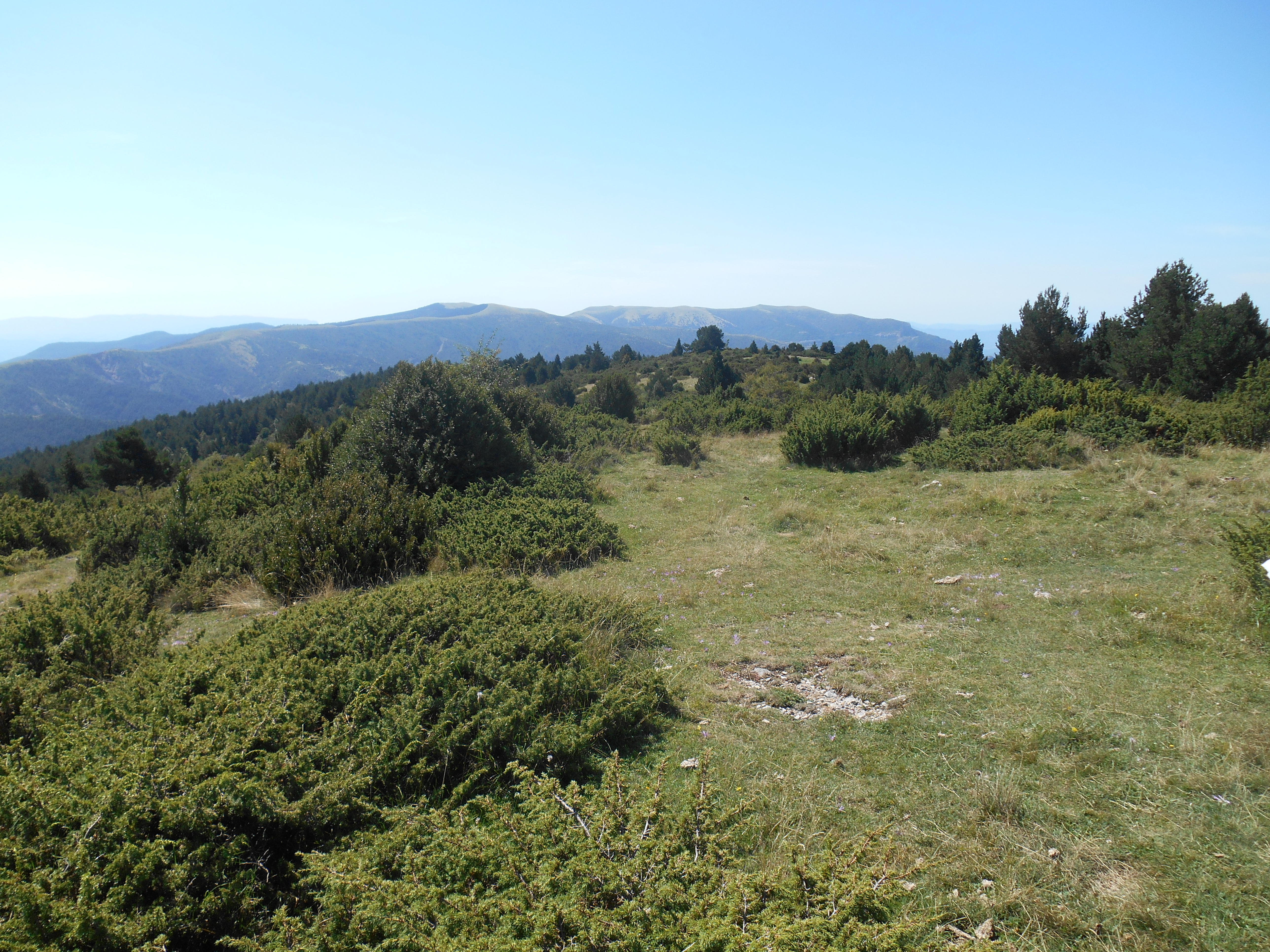
Vista de la Sierra de Sis, desde la Creu de Bonansa
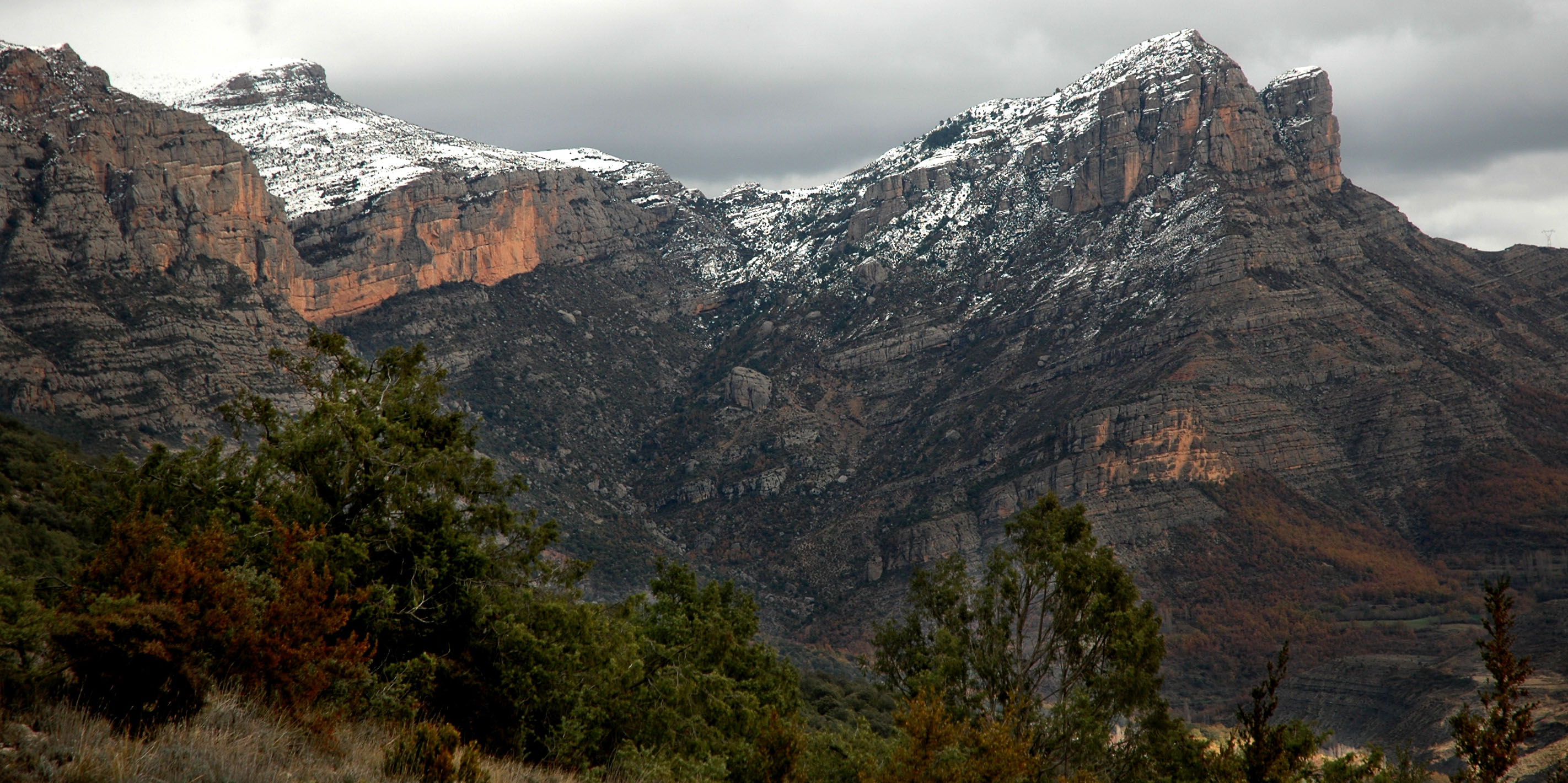
Sierra de Sis vista desde la Sierra del Chordal